# Mohamed Kallon
Mohamed Kallon, född den 6 oktober 1979 i Kenema, Sierra Leone, är en före detta fotbollsspelare.

## Biografi
Kallon är en fotbollsspelare som är lagkapten i Sierra Leones fotbollslandslag. Han växte upp i huvudstaden Freetown och bara 15 år gammal gjorde han landslagsdebut. I en match mot Burkina Faso, under de Afrikanska mästerskapen i Sydafrika 1996, blev han den yngsta målskytten i en internationell match genom tiderna, endast 16 år (16 år, 3 månader och 9 dagar) gammal. Som om inte det vore succé så passade Mohamed på att även göra Sierra Leones andra mål i matchen som slutade med en 2-1-vinst.
Innan Mohamed fick fart på sin karriär så spelade han en säsong med det svenska fotbollslaget Spånga IS. Sedan fortsatte fotbollsresan via Lugano, och sju säsonger i Italien med bland andra Reggina och Inter innan han hamnade i AS Monaco. Första säsongen i Monaco gick relativt bra för Kallon som spelade 34 ligamatcher och gjorde 11 ligamål, samt sju Champions League-matcher (ett mål i matchen mot Deportivo 2004-09-28). Detta dög dock inte för Monacoledningen och Kallon, som ofta fått stå i skuggan av mer namnkunniga anfallare, lånades ut till den saudiarabiska klubben Al Ittihad där han fick vara med och vinna asiatiska Champions League. Tillbaka i Monaco blev det ett år på bänken så Kallon lämnade klubben och 28 januari 2008 skrev han på för grekiska AEK Aten.
Som Sierra Leones mest kända fotbollsspelare är Kallon omåttligt populär, i hemlandet i allmänhet och i Freetown i synnerhet. I Freetown har han fått en fotbollsklubb uppkallad efter sig. Kallon FC, f.d. Sierra Fisheries, är en av landets mest framgångsrika klubbar och spelar sina hemmamatcher på National Stadium i Freetown. Kallon FC vann den nationella ligan 2006 och kvalificerade sig därmed till afrikanska mästarcupen. Två spelare som är fotbollsuppfostrade i klubben är Sheriff Suma och Mohamed Bangura.